# フトシミフジクジラ
フトシミフジクジラ（英:Splendid lanternshark、学名: Etmopterus splendidus）はカラスザメ科に属するサメの一種。日本、台湾 、インドネシアなどに分布する。100mより深い海に生息する。
IUCNは保全状況について軽度懸念としている。

## 分類
1988年、 学術誌 日本魚類学雑誌において、魚類学者 矢野和成 がEtmopterus splendidusの名で 記載した。タイプ標本は鹿児島県下甑島近辺水深210mから得られた24.7cmの雌。

## 形態
ほぼ全身に発光器を持ち、特に腹部のものが強く光る。その様子が、2011年に沖縄美ら海水族館の研究チームが飼育していた個体を用いて観察された。
同属他種との違いとして、吻端から第1背鰭棘までの長さが棘から尾鰭上葉部までの長さより明らかに短いこと、鱗は非常に小さくて、棘状であり、体側面ではほとんど規則正しく配列しているが、頭部背面の眼間付近および腹部では明瞭に配列していないこと、生きている個体の体色は上方部の斑紋、尾鰭の斑紋は濃い藍色をしていること、腹鰭上部の斑紋が後方で幅が広いこと等で区別できる。
眼球は発達していて、網膜神経節細胞は概ね網膜を横切るように分布している。
体長は30cmに達する。

## 分布
日本では高知県沖、長崎県沖、鹿児島県下甑島沖で生息が確認されている。海外では台湾に生息が確認されており、インドネシアのジャワ島からも記録されている。

## 生態
他の多くのカラスザメ科のサメと同様に、発光器を持つ。腹側の発光器がほかの部位の発光器よりも強く光ることから、捕食者から身を守るために自身の影を消し、姿をくらます、カウンターイルミネーションの効果があると考えられる。
眼球の神経細胞が概ね網膜を横切るように分布している事から捕食する生物のカウンターイルミネーションと 太陽光を見分けるためだと考えられる。
深海に住むイカなどを捕食するとされる。

## 人との関わり
体はとても小さく、深海に住むことから人には害はない。IUCNは保全状況について情報不足としている。